# Vladimir Kiselov
Vladimir Viktorovitj Kiselov (ryska: Владимир Викторович Киселёв), född 1 januari 1957 i Myski i Kemerovo oblast, Ryssland, död 7 januari 2021 i Krementjuk, Ukraina, var en sovjetisk friidrottare inom kulstötning.
Han tog OS-guld i kulstötning vid friidrottstävlingarna 1980 i Moskva. 